# 帕拉图阿
帕拉图阿（英語：Palatua）。古罗马职掌提供祭司与负责保护帕拉丁山的女性神祇之一。在古罗马，除为祭司所尊崇与供奉外，她的事迹鲜为人知。其形象亦默默无闻。